# Greklands herrlandslag i handboll

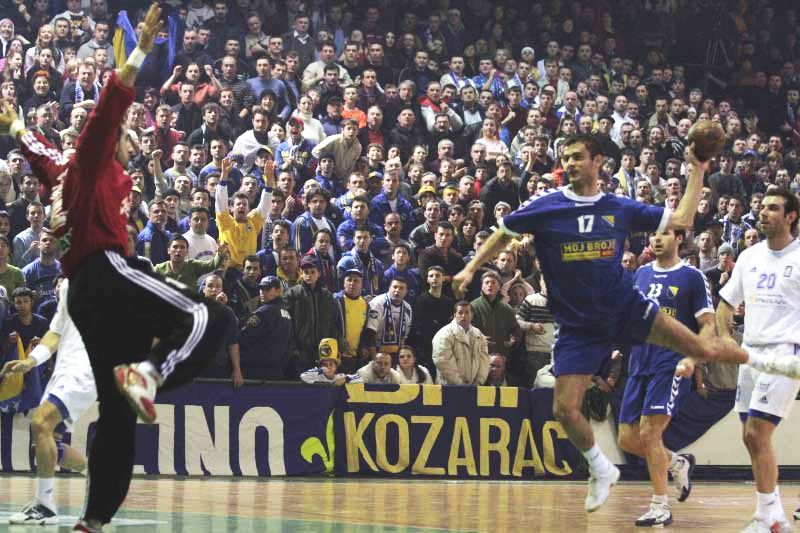
Match mot Bosnien och Hercegovina 2006.

Greklands herrlandslag i handboll  representerar Grekland i handboll på herrsidan. Då huvudstaden Aten i Grekland arrangerade Olympiska sommarspelen 2004 deltog Grekland i OS-handbollsturneringen som direktkvalificerat hemmalag, och slutade på 6:e plats av 12 deltagande lag. Sedan dess har Grekland allt blivit bättre. Grekland deltog i världsmästerskapet 2005 i Tunisien och vann bland annat mot Frankrike. Man slutade på 6:e plats.

## Kända spelare
- Spyros Balomenos - 25 februari 1979 - Vänsterback - IK Sävehof
- Evangelos Voglis - 17 december 1977 - Vänsterbreddare - Djurgårdens IF